# 乾柴烈火 (2000年電影)
《乾柴烈火》（法語：Gouttes d'eau sur pierres brûlantes）是一部2000年的法国浪漫喜剧剧情片，由法蘭索瓦·歐容导演，根据赖纳·维尔纳·法斯宾德的戏剧《乾柴烈火》（Tropfen auf heißen Steinen）改编。剧情讲述了一位1970年代的德国50岁商人对比他小30岁的年轻男子产生迷恋的故事。
影片于2000年2月13日在柏林影展首映，3月15日由Haut et Court上映，获得了评论家的普遍好评。

## 剧情

### 第一幕
50岁的商人利奥波德（伯纳德·吉拉尔多 Bernard Giraudeau 饰）带着20岁的弗朗茨（马利克·齐迪 Malik Zidi 饰）回到家。弗朗茨刚刚认识利奥波德，本来是要去见未婚妻安娜的，但最终还是接受了利奥波德的邀请。他们相互了解，弗朗茨告诉利奥波德自己不确定是否爱安娜，并不真的享受和她的性爱，反而更喜欢书籍、戏剧和生活的乐趣。利奥波德问他是否曾和男人发生过关系，弗朗茨回答没有，但描述了一个梦，梦中一个男人穿着大衣走进他的房间，与他发生关系。利奥波德说，虽然他曾与一位女性同居七年，但他总觉得与男人的关系更为激动。两人接吻后，利奥波德让弗朗茨脱衣上床。利奥波德随后穿着大衣出现在床边，准备重演弗朗茨的梦境。

### 第二幕
六个月后，现在弗朗茨与利奥波德同居，在家照顾利奥波德的生活起居，而利奥波德经常出差。弗朗茨变得非常被动，而利奥波德变得专横。两人经常争吵，弗朗茨担心利奥波德会离开自己，但他们的肉体关系依旧美满。某晚，利奥波德情绪低落，坦言自己可能逼一位客户自殺了。弗朗茨不知道如何安慰他，只好引诱利奥波德，他们再次扮演了初见时的角色，但这次角色对调了。

### 第三幕
弗朗茨与利奥波德仍然享受性爱，但二人间的敌意逐渐加深。弗朗茨威胁要离开，却始终没有真的离开。当利奥波德外出时，弗朗茨感到无聊和抑郁，甚至找出一把枪幻想自杀。有一天，他的前未婚妻安娜（露德温·塞尼耶 Ludivine Sagnier 饰）来探望他。她看到弗朗茨的痛苦，告诉他她仍然爱他，愿意和他在一起。他们亲吻，再度上演了“穿大衣男人”的场景。

### 第四幕
弗朗茨和安娜已经在利奥波德的公寓里同居了两天，安娜说服弗朗茨离开，还满心欢喜地谈论他们未来的孩子。虽然弗朗茨依旧爱利奥波德，但还是同意离开。当利奥波德提前回到家，发现他们正在打包时，安娜告诉利奥波德弗朗茨要走了，利奥波德只是笑笑，让弗朗茨去泡咖啡。利奥波德的前女友薇拉（安娜·莱文 Anna Levine 饰）也到访，利奥波德介绍她时解释她是一位跨性別女性。薇拉仍然爱着利奥波德，利奥波德告诉她弗朗茨也喜欢被捆绑，这让弗朗茨感到愤怒。虽然弗朗茨想要离开，但安娜希望留下，利奥波德则建议他们几个人一起玩。薇拉和安娜兴奋地迎合利奥波德的要求，而弗朗茨则感到厌恶。利奥波德告诉他，即便他不需要弗朗茨，弗朗茨却需要他。利奥波德和两名女子进了卧室，而弗朗茨犹豫着是否加入，但最终改变了主意，幻想着杀死利奥波德。薇拉则发现利奥波德只顾着安娜，于是离开房间。
她找到躺在地上哭泣的弗朗茨，告诉他自己是利奥波德的“造物”，在被他冷落后，为了他做了变性手术。尽管如此，利奥波德最终还是离开了薇拉。弗朗茨称赞她仍然很美丽，他们发生了关系。薇拉建议他们在一起，但弗朗茨告诉她为时已晚。他已经服毒，生命即将结束，他说自己也是利奥波德的“造物”。
弗朗茨去世了。当薇拉告诉利奥波德时，他表现得冷漠无情。安娜因为失去了未来孩子的父亲而震惊和悲痛，但当利奥波德让她回到床上时，她顺从了。利奥波德要求薇拉也加入他们，并说虽然他不需要她，但她需要他。薇拉试图跳窗而逃，却发现窗户打不开。

## 演员
- 伯纳德·吉拉尔多 Bernard Giraudeau 饰 利奥波德
- 马利克·齐迪 Malik Zidi 饰 弗朗茨
- 露德温·塞尼耶 Ludivine Sagnier 饰 安娜
- 安娜·莱文 Anna Levine 饰 薇拉

## 音乐
电影中的音乐有：
- 《梦》（Träume），演唱：馮絲華·哈蒂
- 《第4號交響曲G大調》（Symphonie n°4 en sol majeur），作曲：古斯塔夫·馬勒
- 《安魂曲》第1部分《震怒之日》（Requiem, 1. Dies Irae），作曲：朱塞佩·威尔第
- 《牧师扎多克》（Zadok the Priest），作曲：格奥尔格·弗里德里希·亨德尔
- 《和我跳桑巴》（Tanze Samba mit Mir），演唱：托尼·霍乐迪（Tony Holiday）

## 影評
根据評論匯總网站爛番茄汇总的24篇评论文章，75%的评论家给予该作正面评价，平均打分为6.8分（满分10分）。在Metacritic上，根據15位影評人給予73分（滿分100分），這部電影獲得了「普遍好評」。

## 获奖情况
- 柏林电影节（德國）
  - 获奖：泰迪熊奖最佳剧情片（法蘭索瓦·歐容）
  - 提名：金熊奖（法蘭索瓦·歐容）
- 凯撒电影奖（法國）
  - 提名：最具潜力男演员（马利克·齐迪）
- 纽约同性恋电影节（美国）
  - 获奖：最佳影片（法蘭索瓦·歐容）